# Paul Kipsiele Koech

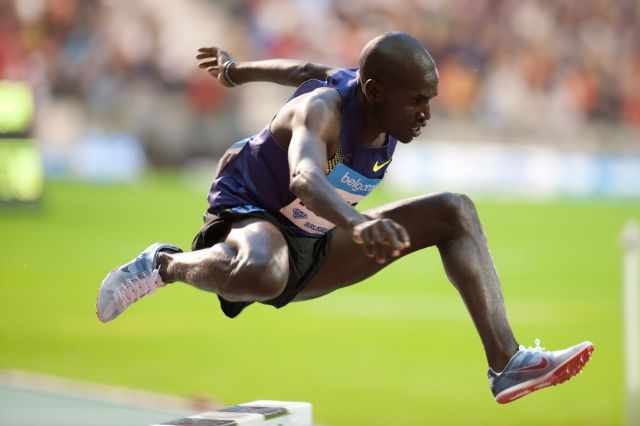
Paul Kipsiele Koech beim Memorial Van Damme 2010

Paul Kipsiele Koech (* 10. November 1981 in Cheplanget bei Sotik, Buret District, Provinz Rift Valley) ist ein kenianischer Hindernisläufer.
Der Zweite der Afrikaspiele 2003 komplettierte bei den Olympischen Spielen 2004 in Athen den kenianischen Triumph, als er hinter seinen Landsleuten Ezekiel Kemboi und Brimin Kipruto Bronze gewann.
Ein Jahr später bei den Weltmeisterschaften in Helsinki wurde er Siebter und 2006 Afrikameister. Dreimal (2005–2007) gewann er bislang das Leichtathletik-Weltfinale. Von 2003 bis 2007 unterbot er in jedem Jahr die Acht-Minuten-Marke.
Er hat bei einer Größe von 1,68 m ein Wettkampfgewicht von 57 kg.

## Persönliche Bestleistungen
- 1500 m – 3:38,87 min (2001)
- 3000 m – 7:33,93 min (2005)
- 5000 m – 13:11,26 min (2005)
- 3000 Meter Hindernis – 7:56,37 min (2005)

Entwicklung über 3000 Meter Hindernis
- 2001: 8:15,92 Minuten
- 2002: 8:05,44 Minuten
- 2003: 7:57,42 Minuten
- 2004: 7:59,65 Minuten
- 2005: 7:56,37 Minuten
- 2006: 7:59,94 Minuten
- 2007: 7:59,42 Minuten